# San Bartolomé Milpas Altas
San Bartolomé Milpas Altas, San Bartolomé – miasto w południowej części Gwatemali, w departamencie Sacatepéquez. Według danych statystycznych z 2002 roku liczba mieszkańców wynosiła 5291 osób. 
San Bartolomé Milpas Altas leży 15 km na północny zachód od stolicy departamentu – miasta Antigua Guatemala. Miasto zostało założone w XVII, a nazwa została nadana na cześć świętego Bartłomieja Apostoła.
San Bartolomé Milpas Altas leży na wysokości 2144 m n.p.m.

## Gmina Magdalena Milpas Altas
Miasto jest siedzibą władz gminy o tej samej nazwie, która jest jedną z szesnastu gmin w departamencie. W 2012 roku gmina liczyła 8646 mieszkańców.
Gmina jak na warunki Gwatemali jest bardzo mała, a jej powierzchnia obejmuje zaledwie 7 km². Mieszkańcy gminy utrzymują się głównie z produkcji owoców, turystyki oraz z rzemiosła artystycznego.